# Emanuel De Geer (1786–1829)
Emanuel De Geer, född 26 juli 1786, död 11 maj 1829 i Stockholm, var en svensk hovfunktionär.

## Biografi
Emanuel De Geer af Leufsta föddes 1786. Han var son till riksrådet Emanuel De Geer och Charlotta Fredrika von Fersen. De Geer blev 6 juli 1794 kornett vid livregements kyrassiärkår och 23 februari 1809 löjtnant, med avsked 8 december 1812. Han blev senare kavaljer hos hertiginnnan av Södermanland och blev 8 juni 1809 kammarherre. De Geer avled 1829 i Stockholm.

### Egendom
De Geer ägde Frötuna.

### Familj
De Geer gifte sig 23 april 1813 på Hallkved i Funbo socken med Carolina Elisabet Didron (1791–1864), dotter till majoren Carl Johan Didron och Maria Elisabet Wegelin. De fick tillsammans barnen Elisabet Charlotta Augusta De Geer (1814–1891) som var gift med kammarherren Teodor Vilhelm Ankarcrona, Ebba Lovisa De Geer (1815–1879) som var gift med majoren greve Axel Emil Wirsén, kabinettskammarherren Emanuel De Geer (1817–1877), Carolina Louise De Geer (1818–1892) som var gift med översten och chefen Johan Abraham Sundmark för Upplands regemente, Hedvig Augusta De Geer (1820–1881) som var gift med generalmajoren Pehr Christian Lovén, Eugenie Sofia De Geer (1823–1903) och hovmarskalken Louis De Geer (1824–1887).